# Mario Pizziolo
Mario Pizziolo (Castellammare Adriatico, Provincia de Pescara, Italia, 7 de diciembre de 1909 - Florencia, Provincia de Florencia, Italia, 30 de abril de 1990) fue un futbolista italiano. Se desempeñaba en la posición de centrocampista defensivo.

## Selección nacional
Fue internacional con la selección de fútbol de Italia en 12 ocasiones y marcó 1 gol. Debutó el 1 de enero de 1933, en un encuentro amistoso ante la selección de Alemania que finalizó con marcador de 3-1 a favor de los italianos.

### Participaciones en Copas del Mundo
| Mundial                        | Sede   | Resultado |
| ------------------------------ | ------ | --------- |
| Copa Mundial de Fútbol de 1934 | Italia | Campeón   |

## Clubes

### Como futbolista
| Club                | País   | Año         |
| ------------------- | ------ | ----------- |
| A. C. Pistoiese     | Italia | 1924 - 1929 |
| A. C. F. Fiorentina | Italia | 1929 - 1936 |

### Como entrenador
| Club            | País   | Año         |
| --------------- | ------ | ----------- |
| Delfino Pescara | Italia | 1939 - 1941 |
| Delfino Pescara | Italia | 1947 - 1949 |

## Palmarés

### Como futbolista

#### Campeonatos nacionales
| Título  | Club                | País   | Año     |
| ------- | ------------------- | ------ | ------- |
| Serie B | A. C. F. Fiorentina | Italia | 1930-31 |

#### Copas internacionales
| Título                 | Equipo              | País   | Año     |
| ---------------------- | ------------------- | ------ | ------- |
| Copa Mundial de Fútbol | Selección de Italia | Italia | 1934    |
| Copa Dr. Gerö          | Selección de Italia | Italia | 1933-35 |

### Como entrenador

#### Campeonatos nacionales
| Título  | Club            | País   | Año     |
| ------- | --------------- | ------ | ------- |
| Serie C | Delfino Pescara | Italia | 1940-41 |